# Päiväjärvträsket
Päiväjärvträsket (finska: Päiväjärvi) är en sjö i Finland. Den ligger i kommunen Karleby i landskapet Mellersta Österbotten, i den centrala delen av landet, 400 km norr om huvudstaden Helsingfors. Päiväjärvträsket ligger 21 meter över havet. Arean är 13,4 hektar och strandlinjen är 1,96 kilometer lång. Sjön  ingår i Bottenvikens kustområde.   Den ligger vid sjön Katajalahti. I omgivningarna runt Päiväjärvträsket växer i huvudsak blandskog. Den sträcker sig 1,5 kilometer i nord-sydlig riktning, och 0,8 kilometer i öst-västlig riktning.